# Ferdinand Mungenast
Ferdinand Mungenast (* 15. September 1848 in Grins; † 28. September 1911 in Bozen) war ein österreichischer Architekt, der hauptsächlich in Bozen und Umgebung tätig war. Seine Gebäude stehen teilweise unter Denkmalschutz.

## Leben
Mungenast studierte am k.k. Polytechnischen Institut in Wien. 1875 ließ er sich in Bozen nieder, im Jahr 1885 heiratete er hier Antonia Unterhofer. Er entwarf sakrale Gebäude, drei seiner Kirchen und einige Friedhofskapellen von ihm kamen zur Ausführung. Er entwarf ein Hotel in Eppan, eine Schule und mehrere Villen in seiner näheren Umgebung.

## Gebäude (Auswahl)
| Bild | Name                                     | Erbaut       | Ort             | Sonstiges                                                                                                 |
| ---- | ---------------------------------------- | ------------ | --------------- | --- |
|      | Friedhofskapelle in Girlan               | 1877         | Girlan          | Die neugotische Kapelle wurde 1977 unter Denkmalschutz gestellt.                                          |
|      | St. Josef in Frangart                    | 1894/95      | Frangart        | Die neugotische Kirche wurde 1977 unter Denkmalschutz gestellt.                                           |
|      | Ansitz St. Oswald                        |              | Bozen           | Umfangreiche Restaurierung in Renaissanceformen 1898. Der Ansitz wurde 1993 unter Denkmalschutz gestellt. |
|      | Grandhotel Hocheppan                     | 1898         | St. Michael     | Das ehemalige Hotel wurde 1989 unter Denkmalschutz gestellt.                                              |
|      | Hotel Schönblick                         | 1898         | Virgl bei Bozen | Das ehemalige Hotel ist heute eine baufällige Ruine.                                                      |
|      | Schloss Freudenstein                     | Anf. 13. Jh. | Eppan-Berg      | Umfangreiche Restaurierung 1899. Das Schloss wurde 1951 unter Denkmalschutz gestellt.                     |
|      | St. Josef in Rungg                       | 1901/02      | Rungg           | Die neuromanische Kirche wurde 1977 unter Denkmalschutz gestellt.                                         |
|      | Klosterkirche Maria Himmelfahrt          | 1902/03      | St. Pauls       | Die neuromanische Kirche wurde 1977 unter Denkmalschutz gestellt.                                         |
|      | Herz-Jesu-Kirche der Englischen Fräulein | 1903/04      | Meran           | Die neuromanische Kirche wurde 1980 unter Denkmalschutz gestellt.                                         |